# Darya Trepova
Darya Evgenievna Trepova  : (en ruso Дарья Евгеньевна Трепова) (nacida el 16 de febrero de 1997 en San Petersburgo , Rusia) residente actualmente en San Petersburgo, esta acusada de haber cometido un atentado con bomba en un evento en el que participó el corresponsal militar, bloguero y propagandista ruso Vladlen Tatarsky, cuyo verdadero nombre era Maxim Fomin, a consecuencia del atentado que murió el propio Tatarsky, y 52 personas resultaron afectadas. Fue declarada culpable por un Tribunal de San Petersburgo por llevar a cabo un ataque terrorista, tráfico ilegal de artefactos explosivos y falsificación de documentos. 

## Biografía
Nació el 16 de febrero de 1997 en San Petersburgo.   Recibió la educación secundaria en el Liceo No. 408 de Pushkin.  La publicación Moskovsky Komsomolets señaló que el padre de ella murió de leucemia cuando ella estaba terminando sus estudios en el Liceo.  Tras la muerte de su marido, la madre de Trépova entró en una nueva relación y, según los informes de los medios de comunicación, estaba de baja de maternidad en abril de 2023.  A pesar de los problemas familiares, Daria logró obtener índices elevados al aprobar el examen de estado unificado: por ejemplo, la chica aprobó el examen de lengua rusa con 100 puntos sobre 100 posibles. La interlocutora del Servicio Ruso de la BBC, Trépova, durante sus estudios en el Liceo, fue recordada como una chica alegre que no se adhería a ninguna visión política. 
Según informes de los medios de comunicación, después de graduarse en la escuela, Trépova entró en la facultad de medicina de la Universidad Estatal de San Petersburgo. La publicación " Kommersant " señala que en las redes sociales la chica criticaba a los compañeros de clase, después de que las conferencias incluyeran "canciones de los cantantes de Putin ". Trépova combinó sus estudios en la universidad con un trabajo a tiempo parcial en odontología, y más tarde con encargos como diseñadora autónoma y trabajando como administradora en una tienda de ropa vintage. Como señalaron los conocidos de Daria Trepova, se posicionó como feminista y vegana y también asistió a eventos de la oposición rusa. En 2019, Trépova decidió retirarse de la universidad. 
Tras el inicio de la invasión rusa a gran escala del territorio de Ucrania, Daria Trépova participó en protestas contra la guerra⁣: el 24 de febrero de 2022, a las 20:05, Trépova fue detenida frente a la casa número 35 de Nevsky Prospekt en St. Petersburgo y posteriormente arrestada por el Tribunal de Distrito de Krasnoselsky de San Petersburgo durante 10 días "para violar las normas sanitarias e interferir con la circulación de peatones y vehículos" (artículo 20.2.2 del Código de infracciones administrativas de la Federación Rusa):"  En la decisión no se dan pruebas de la culpabilidad de Trépova, sólo se indica que ignoró la demanda policial de dispersarse y continuó participando voluntariamente en el evento. Mientras que "las personas que no participaban en el evento y lo abandonaron el puesto con mucha antelación". Su abogado defensor no recorrió la detención de Trépova, según señaló el servicio ruso de la BBC. Más tarde se trasladó a Moscú, donde alquiló un apartamento cerca de la estación de metro de Medvedkovo, y después en Georgia , donde vivió seis meses.
Debido a dificultades financieras, Trepova se vio obligada a regresar a Rusia. Los medios prestaron atención a las publicaciones de Twitter de la chica que dejó en octubre de 2022, en las que, por ejemplo, informó que "pensaba en el suicidio de 20 a 150 veces al día" "sin ninguna indicio de autocompasión". Trépova borró su cuenta de Twitter el mes siguiente.
El 9 de marzo de 2023 Trépova se registró como empresaria individual (tipo de actividad por el COEED - comercio con detalle por el correo o por la red de información y comunicación Internet)."  Según la información de los amigos, los beneficios económicos de Darya Trepova aumentaron notablemente, puesto que ella vendió cosas y accesorios", señaló el diario Kommersant. 

## Hechos
En 2022, varios empresarios rusos fueron encontrados muertos en circunstancias misteriosas. Además, se acusó a Ucrania de estar detrás de los ataques contra figuras a favor de la guerra, como en el asesinato de Daria Dúguina.
Vladlen Tatarsky fue un influyente bloguero militar ruso con más de 560.000 seguidores en Telegram. Antes de su muerte, criticó la estrategia del gobierno en la invasión rusa de Ucrania, pero también fue un firme partidario de la invasión.
El café donde ocurrió la explosión pertenecía a Yevgueni Prigozhin. El club de debate Cyber Z Front se reunía allí los fines de semana.
Las agencias de aplicación de la ley rusas comenzaron a investigar el incidente poco después de que ocurriera.
Una residente de San Petersburgo, Darya Yevgenyevna Trepova (en ruso: Дарья Евгеньевна Трепова; nacida el 16 de febrero de 1997), fue considerada sospechosa por el Comité de Investigación. Los investigadores creían que ella trajo al café una caja con un busto de Tatarsky, en el que estaba montado un artefacto explosivo. Anteriormente había estado detenida durante 10 días, junto con su esposo, luego de asistir a una protesta contra la invasión de Ucrania por aparentemente ignorar las órdenes policiales de dispersarse. Los funcionarios rusos también afirmaron que ella era una "partidaria activa" del líder opositor encarcelado Alekséi Navalni.
Al día siguiente, en la mañana del 3 de abril, el Comité de Investigación anunció que había sido detenida luego de haber sido incluida en la lista de personas buscadas ese mismo día. El esposo de Trepova, Dmitry Rylov, dijo que fue detenida en el departamento de su amigo Dmitry Kasintsev, quien también fue detenido, según The Insider. Las autoridades rusas no confirmaron una segunda detención. Rylov, miembro de la oposición marginal Partido Libertario de Rusia, declaró que "ella nunca mataría" y que creía que estaba incriminada.
En un video publicado por el Ministerio del Interior, Trepova confesó haber traído la estatuilla, pero informes no confirmados de los medios rusos afirmaron que les había dicho a los investigadores que la habían tendido una trampa y que no sabía que la estatuilla contenía una bomba. En el video, ella parecía aceptar que llevó la estatuilla al café, pero no respondió al interrogatorio sobre el origen de la estatuilla.
Funcionarios rusos dijeron que no se descartaba la posibilidad de que Trepova fuera estafada.
Trépova fue detenida y trasladada a Moscú como medida de contención, también fue acusada de cometer un ataque terrorista y traer ilegalmente artefactos explosivos (párrafo "e", parte 2, artículo 105, parte 4, artículo 222.1 del Código Penal de la Federación Rusa).  El 4 de abril el Tribunal de Distrito de Basmanny de la ciudad de Moscú otorgó la petición de la investigación para tomar Trépova como medida de contención en forma de detención y detuvo a la chica durante dos meses. La investigación se hizo a puerta cerrada "con el fin de preservar el secreto de la investigación preliminar", Trépova y su defensa se opusieron. El 12 de abril se supo que la defensa de Trépova apeló la detención, pero el 24 de abril el Tribunal Municipal de Moscú confirmó la medida preventiva. El 28 de abril Rosfinmonitoring añadió Trépova a la lista de personas y organizaciones respecto a las cuales existe información sobre su implicación en actividades extremistas o terroristas.  El 1 de junio, el tribunal prorrogó la detención de Trépova por tres meses. 

#### Condena
Darya Trepova, de 26 años, fue condenada por un tribunal de San Petersburgo por llevar a cabo un ataque terrorista, tráfico ilegal de artefactos explosivos y falsificación de documentos en la explosión del 2 de abril en el café en la que Vladlen Tatarsky murió y otras 52 personas resultaron heridas.

## Vida privada
Casada con el activista político y miembro del Partido Libertario de Rusia Dmitri Rilov, juntos los cónyuges participaron en protestas contra la guerra;  pero tal y como señaló Kommersant, algunos canales de Telegram caracterizaron este matrimonio como ficticio. Tras el inicio de la movilización en Rusia, Rylov abandonó Rusia y se marchó a Georgia.